# 水口镇 (信宜市)
水口镇，是中华人民共和国广东省茂名市信宜市下辖的一个乡镇级行政单位。

## 行政区划
水口镇下辖以下地区：
水口社区、垌心村、飞马村、大甲村、贺家村、双山村、都龙村、简坡村、水口村、赤坎村、横茶村、到永村、岭上村、大垌村、群丰村、旧县村、旺冲村、双狮村、高岭村、平冲村和骑马村。